# Brygada Gniewu
Brygada Gniewu (ang. Angry Brigade) – brytyjska organizacja terrorystyczna. 

## Historia
Sformowana w 1968 roku na bazie organizacji Red Engine. Działania grupy opierały się na strategii partyzantki miejskiej. Brygada Gniewu przeprowadzała ataki sabotażowe z użyciem broni palnej i ładunków wybuchowych. 
Grupa odpowiadała za między innymi: 
- ostrzelanie amerykańskiej ambasady w Londynie;
- podłożenie bomby w londyńskim komisariacie policji;
- podłożenie ładunków wybuchowych w budynku Ministerstwa Pracy;
- atak bombowy na dom ministra pracy Roberta Carra;
- ataki bombowe na biura koncernu Ford Motor Company;
- zamach bombowy na samochód stacji telewizyjny BBC;
- ataki na mieszkania pracowników instytucji rządowych.

Brygada rozbita została w lipcu 1970 roku, kiedy policja aresztowała sześciu przywódców ugrupowania. W trakcie procesu trwającego do grudnia 1972 roku, na terenie Wielkiej Brytanii miejsce miało 30 zamachów bombowych przeprowadzonych na znak solidarności z terrorystami.
Brygada uaktywniła się ponownie w latach 1982-1983.

## Ideologia
Wyznawała doktrynę anarchokomunizmu. Jej celem ideologicznym była destabilizacja burżuazyjnego społeczeństwa.